# Giulio Padulli
Conte Giulio Padulli (Milano, 29 maggio 1869 – Cabiate, 29 ottobre 1932) è stato un imprenditore e politico italiano.
Proveniente da una cospicua famiglia del patriziato lombardo, imparentata tra l'altro con i Dal Verme, i Borgazzi, i Tanzi di Blevio, i Taverna, i Venini etc, Giulio Padulli fu ufficiale effettivo di cavalleria, volontario della campagna d'Africa. Deputato dal 1907 al 1929, ha militato nelle file del Partito Popolare Italiano per poi passare, nel 1924, a quelle del Centro Nazionale Italiano nell'orbita del Partito Nazionale Fascista.
Sposò la contessina Francesca Amman, detta Fanny (1880-1919), figlia dell'imprenditore cotoniero Alberto Amman e sorella maggiore della regina del jet set dell'epoca Luisa Casati Amman.